# Луиза Траяну
Луѝза Хелѐна Трая̀ну Ина̀сиу Родрѝгис (на португалски: Luiza Helena Trajano Inácio Rodrigues) е бразилска бизнес дама.
Родена е на 9 октомври 1948 година във Франка, щата Сау Паулу, в семейството на собственици на магазин. През 1972 година завършва местното висше юридическо училище, след което работи в разрастващото се семейно предприятие „Магазине Луиза“. През 1991 година го оглавява, като през следващите години го превръща във верига от над 1000 магазина с 27 хиляди служители в цялата страна, една от най-големите в Бразилия. Списание „Форбс“ я определя като най-богатата жена в страната през 2020 година.